# Gălănești (gmina)
Gălănești – gmina w Rumunii, w okręgu Suczawa. Obejmuje miejscowości Gălănești i Hurjuieni. W 2011 roku liczyła 2573 mieszkańców.